# Dan West
Daniel "Dan" West (Cambridge, 15 de diciembre de 1977) es un atleta de pista y campo paralímpico británico que compite principalmente en eventos de lanzamiento en la categoría F34. Ha representado a Gran Bretaña en cuatro Juegos Paralímpicos y clasificó para el equipo por quinta vez en los Juegos Paralímpicos de verano de 2012. Tiene dos medallas paralímpicas de bronce y una de plata, todas en lanzamiento de bala, y ha sido galardonado en el Campeonato Mundial de IPC y los Juegos de la Mancomunidad.

## Biografía
West nació en Cambridge, Inglaterra en 1977. Tiene parálisis cerebral y acredita a sus padres por inculcarle el amor por el deporte. En su juventud se dedicaba tanto al baloncesto en silla de ruedas como a la natación. Pasó al atletismo cuando era adolescente, citando una preferencia por los deportes individuales, y participó en los eventos de lanzamiento, especializándose tanto en disco como en bala.  
Fue seleccionado a los 18 años para representar a Gran Bretaña en los Juegos Paralímpicos de verano de 1996 en Atlanta, tanto en lanzamiento de bala como en disco. Terminó octavo en disco, pero su tercer lugar en el lanzamiento de bala lo concedió la medalla de bronce. A pesar de la medalla, West, quien era el número uno del mundo en lanzamiento de bala al entrar en los juegos, vio su resultado como una decepción y lo impulsó a mejorar su entrenamiento. Dos años después, nuevamente estaba representando a Gran Bretaña, esta vez en el Campeonato Mundial, y nuevamente aprovechó su oportunidad en los dos eventos, al obtener la medalla de plata. En 2000, fue seleccionado nuevamente para los Juegos Paralímpicos, ingresando a la competencia de lanzamiento de bala y disco. Nuevamente ganó una medalla de bronce, pero esta vez en disco.  
En 2002, otro Campeonato Mundial resultó en otras dos medallas, plata en lanzamiento de bala y bronce en disco. Con una medalla de bronce en los Juegos Europeos en 2003, fue seleccionado para sus terceros Juegos Paralímpicos, en Atenas. Sus terceros Paralímpicos lo vieron alzarse con su tercera medalla, esta vez una de plata en lanzamiento de disco. En 2006 compitió y ganó la medalla de plata en ambos eventos en el Campeonato Mundial en Assen en los Países Bajos.  En el Campeonato Mundial, obtuvo un récord personal de 38.16m en lanzamiento de disco, solo para ser derrotado cuando Saleh Farajzadeh de Irán lanzó un nuevo récord mundial de 39.98.  
West fue seleccionado para sus cuartos Juegos Paralímpicos en 2008, ingresando nuevamente en ambos eventos deportivos. Declaró en una entrevista de 2011 que los juegos de Pekín fueron una mala competencia y no pudo obtener medallas en los juegos por primera vez. Al regresar a Gran Bretaña, cambió de entrenador, inicialmente uniéndose a Mark Edwards en Loughborough antes de mudarse al campo de entrenamiento para trabajar con Jim Edwards. En un intento por ganar una medalla de oro en los Juegos Paralímpicos de 2012, Edwards le aconsejó que se concentrara solo en el lanzamiento de bala para los juegos de Londres.  La decisión pareció marcar la diferencia con West ganando una medalla de oro en el evento de lanzamiento de bala en la Copa Mundial Paralímpica de 2009, plata en los Juegos de la Mancomunidad de 2010 y luego en el Campeonato Mundial de Atletismo IPC de 2011 obtuvo un récord personal de 11.37m, aunque perdió el oro ante otro récord mundial, de 11.53m por Thierry Cibone de Francia.
En 2012 fue seleccionado para su quinta participación paralímpica, esta vez solo en lanzamiento de bala, en Londres 2012.